# Gœulzin
Gœulzin – miejscowość i gmina we Francji, w regionie Hauts-de-France, w departamencie Nord.
Według danych na rok 1990 gminę zamieszkiwało 1080 osób, a gęstość zaludnienia wynosiła 225 osób/km² (wśród 1549 gmin regionu Nord-Pas-de-Calais Gœulzin plasuje się na 536. miejscu pod względem liczby ludności, natomiast pod względem powierzchni na miejscu 696.).